# Popovice (Teplá)
Popovice (németül Pfaffengrün) Teplá településrésze Csehországban a Karlovy Vary-i kerület Chebi járásában. Központi községétől 6 km-re északnyugatra fekszik. A 2001-es népszámlálási adatok szerint 24 lakóháza és 45 lakosa van.